# Église Saint-Georges de Vinzelles
L'église Saint-Georges de Vinzelles est une église située sur le territoire de la commune de Vinzelles dans le département français de Saône-et-Loire et la région Bourgogne-Franche-Comté.

## Historique
L'église, de construction très sobre, date de la fin du XIe siècle ou du tout début du XIIe. Elle est de style roman et dispose de murs épais et d'ouvertures particulièrement étroites, fortement ébrasées à l’intérieur, les vitraux affleurant presque à l’extérieur.
Vers 1860 : démolition de l’auvent qui précédait le portail roman.
Le clocher a été restauré en 1923 et une statue de la Vierge a été placée au-dessus de l’abside.
1970 : aménagement du chœur roman de l'église, par l'artiste Michel Bouillot.

## Protection
Elle fait l'objet d'une inscription au titre des monuments historiques depuis un arrêté du 10 avril 1929.

## Description
La peinture murale visible sur le cul-de-four représente un Christ en gloire, qui bénit de deux doigts levés à hauteur des yeux et tient dans la main gauche un livre portant les deux lettres grecques alpha et oméga sur la couverture.
L'abside (le chœur) est éclairée par trois petits vitraux portant des initiales suivantes : SG (saint Georges, patron de l’église) à gauche, IHS (Jésus Sauveur des Hommes) au centre et AM (Ave Maria, hymne à la Vierge) à droite.

## Culte
L’église de Vinzelles relève de la paroisse Notre-Dame-des Vignes-en-Sud-Mâconnais, qui regroupe quatorze villages et dont le siège est La Chapelle-de-Guinchay.